# Леополдо Антонио Карийо
Леополдо Антонио Карийо (на английски: Leopoldo Antonio Carrillo), известен с професионалното си име Лео Карийо (на английски: Leo Carrillo), е американски актьор, водевилист, политически карикатурист и природозащитник. Той е известен най-вече с ролята си на Панчо в популярния телевизионен сериал The Cisco Kid (1950 – 1956).

## Биография
След като завършва университета, Карийо работи като карикатурист във вестник „Сан Франсиско Икзаминър“, след което се насочва към актьорското майсторство на Бродуей. В Холивуд се появява в повече от 90 филма, често като специалист по диалекти, въпреки че в реалния живот гласът му е баритон и той говори без следа от акцент. Обикновено използва диалекта за комичен ефект, изобилно подсолявайки речта си с акцент и неправилни изрази.
През 1913 г. Карийо се жени за Едит Шекспир Хезелбарт, която среща зад кулисите в театъра в Ню Йорк. Те остават заедно до нейната смърт през 1953 г. Живеят в Санта Моника, имат едно дете, дъщеря, Мария Антоанета. Те прекарват част от времето си в своето ранчо от 1800 ха в Карлсбад, Калифорния, което днес е отворено за посещение.
Лео Карийо умира от рак през 1961 г.
Има две звезди на Холивудската алея на славата, една за неговото филмово творчество и друга за неговата телевизионна дейност.

## Избрана филмография
- „Беглец“ (1947)
- „Фантомът от операта“ (1943)
- „Внимание капитана“ (1940)